# Linda Moroziuk
Linda Moroziuk (* in Montreal) ist eine kanadische Sängerin und Songwriterin. Sie tritt unter dem Namen Linda M auf.
Sie begann ihre musikalische Karriere als Sängerin der Folk-Rock-Band Holly Go Lightly, die 1997 ein Album unter dem Titel Means in your possession veröffentlichte. Von ihrem 2000 erschienenen Album Bliss machine verkaufte Linda M auf Konzerten mehr als 1.000 Exemplare. Mehrere ihrer Songs wurden von Warner Brothers aufgekauft und der Song Didn't want to wake you up in einer Folge der Fernsehserie Dawson’s Creek verwendet. Sie trat im Vorprogramm von Künstlern wie Ani DiFranco, Natalie Merchant, Kristin Hersh, Macy Gray, Don Henley und Lyle Lovett auf.
2001 gründete sie das Projekt Girls with guitars, mit dem sie zusammen mit verschiedenen anderen nordamerikanischen Musikerinnen regelmäßig in Toronto auftrat. 2004 veröffentlichte sie mit Unterstützung der Foundation to Assist Canadian Talent On Record ihr zweites Album. Außerdem sind Songs von ihr auf Compilations zu finden, z. B. How did you know auf Buzzlighter #6 „Take Out!“ (Shut Eye Records). Im April 2008 gewann sie mit dem Song Livin large in a small town den Wettbewerb Tunesmith Songwriting Competition in Nashville.
Sie absolvierte mehrere Tourneen durch Deutschland und die USA. Dabei spielte sie in bekannten Clubs wie dem CBGB in New York. Von 2004 bis 2012 arbeitete sie als Songwriter für die Plattenfirma Jay Warner in Los Angeles. Linda Moroziuk hat einen Master Degree in Musikethnologie von der York University. Sie lehrt an der School of Communication Arts am Seneca College in Toronto.
Ihr Musikstil enthält Elemente aus Folk, Pop und Country. Ihre Stimme wurde mit der von Shania Twain verglichen.

## Diskografie
- Means in your possession (1997, mit Holly Go Lightly)
- Bliss machine (2000)
- Pretty on the inside (2004)
- Songs (2013)